# پرورش ماهی
پرورش ماهی یکی از زیرمجموعه‌های آبزی‌پروری است که در جهت پرورش ماهی‌ها فعالیت می‌کند و معمولاً ماهی‌هایی مانند قزل‌آلا، کپور، آزادماهی (سالامون)، تیلاپیا، ماهی کول و گربه‌ماهی را پرورش می‌دهند.

## تاریخچه
پرورش ماهی به صورت مصنوعی در کشور چین آغاز شد و سابقه پرورش در این کشور به بیش از ۳ هزار سال پیش در منطقه ین دیناستی مربوط می‌شود (۱۱۳۷ تا ۱۴۰۰ سال پیش از میلاد) و حدود ۴۶۰ سال پیش از میلاد در منطقه وارینگ کینگ دام، پرورش ماهی تا حد خوبی گسترش یافته بود.
با وجود پیشینۀ طولانی پرورش ماهی در استخر، سابقه تکثیر مصنوعی ماهیان، کوتاه است. نخستین گام در لقاح مصنوعی به وسیله دانشمند آلمانی لدویک یا وبی (۱۷۱۱–۱۷۸۴) برداشته شد. او از ماهی ماده و نر قزل‌آلای آماده به‌صورت جداگانه تخمک و اسپرم به دست آورد و آن‌ها را با هم مخلوط کرد که این نخستین لقاح مصنوعی تخم ماهی بود.
در مورد ماهیان پرورشی گرمابی در سال ۱۹۳۰ مولدین آماده از محل‌های تخم‌ریزی طبیعی صید و لقاح مصنوعی داده شدند.
القاء تخم‌ریزی به مولدین با روش تزریق، در سال ۱۹۳۴ به‌وسیلهٔ زیست‌شناسان برزیلی آغاز شد و سپس در آسیا و اروپا و آمریکای شمالی توسعه یافت.
در سال ۱۹۵۸ مولدین کپور نقره‌ای و سرگنده پرورش‌یافته در استخرهای خاکی با تزریق عصاره غده هیپوفیز ماهی کپور معمولی به صورت مصنوعی تکثیر شدند.
در اسطوره‌های ایرانی جمشید، نخستین فردی است که به پرورش ماهی پرداخت، جمشید از پادشاهان ایران بوده‌است. ایرانیان محل پرورش ماهی را ماهی‌خانه می‌نامیدند.
شرکت سهامی شیلات ایران اقدام به ساخت نخستین ایستگاه بررسی تکثیر و پرورش کپور ماهیان پل آستانه در سال ۱۳۴۷–۱۳۴۸ کرد.
پس از آن نیز مجتمع تکثیر و پرورش تاسماهیان سد سنگر رشت در سال ۱۳۵۰ به بهره‌برداری رسید. این صنعت در سال‌های آتی با توجه به استعداد مناطق مختلف گسترش یافت.
قدمت پرورش ماهی قزل‌آلا در ایران به چند دهه پیش مربوط می‌شود. در سال ۱۳۷۶ پرورش قزل‌آلا در ایران یک روند توسعه تدریجی را پشت سر گذاشت، به‌طوری که میزان تولید در این سال به حدود ۲۵۰۰ تن رسیده‌است و طبق سالنامه آماری سازمان شیلات ایران میزان تولید قزل‌آلا در سال ۱۳۸۹ به میزان ۹۱۵۱۹ تن رسیده‌است.
شهرستان ماه‌نشان در استان زنجان، به عنوان قطب تولید آبزیان در این استان شناخته شده‌است.
در ایران معمولاً ماهی قزل‌آلا را به دو روش در حوضچه‌های آب‌سرد پرورش می‌دهند.
1. در حوضچه‌های آب سرد که مخصوص پرورش ماهی هستند و معمولاً این حوضچه‌ها در کنار چشمه‌ها یا رودخانه‌های آب شیرین واقع شده‌اند.
2. در شمال ایران گاهی ماهی قزل‌آلا را در مزرعه‌های برنج نیز یا حوضچه‌های پیش‌ساخته یا استخر گرد رشد می‌دهند تا علاوه بر تغذیه از آفت‌های برنج، ماهی از آب دائمی موجود در مزرعه نیز استفاده می‌کند.

## مزارع ماهی

### پرورش ماهی در قفس

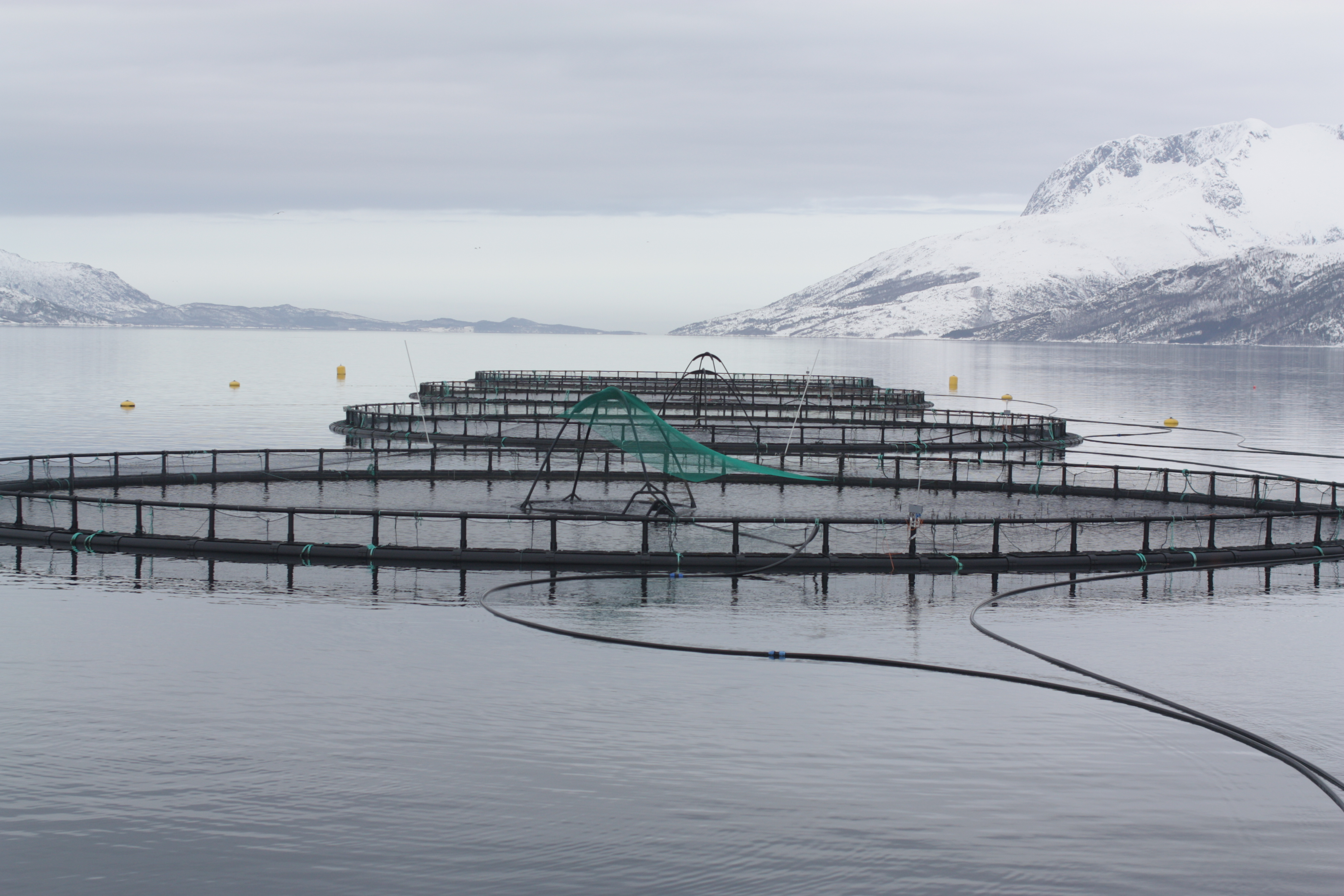

روش‌های مختلفی برای تولید و تکثیر ماهی وجود دارد از جمله پرورش درون استخر، پروش در مسیر رودخانه‌ها و سدسازی و …. یکی از جدیدترین روش‌های پرورش ماهی استفاده از محیط دریا برای پرورش ماهی است. در این روش ماهی در محیط دریا پرورش یافته و برای اینکه دسته ماهی در محدوده مشخصی نگهداری شوند، از قفس‌های توری استفاده می‌شود. در این روش زیست‌بوم ماهی تغییر نکرده و کیفیت ماهی با ماهی صیدشده در روش طبیعی تفاوتی ندارد. از سوی دیگر، کنترل بر ماهی‌ها افزایش یافته و هنگام صید ماهی به محیط زیست آسیبی وارد نمی‌شود.
پرورش ماهی در قفس در سواحل خلیج فارس (سواحل بوشهر، خوزستان و بندرعباس) و سواحل دریای مکران (چابهار) رو به افزایش است. در این روش تولید ماهی علاوه بر تولید انبوه و استفاده از ظرفیت‌های طبیعی مناطق مختلف، از آسیب‌های زیست‌محیطی ناشی از ازدیاد برداشت، انقراض گونه‌ها و تخریب سطح دریا جلوگیری می‌شود، درحالی که اشتغال‌زایی، تولید و صرفه‌جویی ارزی را دربر خواهد داشت.
کشورهای زیادی از جمله کشورهای اسکاندیناوی، کشورهای آفریقایی ساحلی، برزیل، کشورهای جنوب شرق آسیا و حوزه دریای کارائیب رو به توسعه این صنعت نهاده‌اند.

### بزرگ‌ترین مزرعه دریایی تولید ماهی در ایران
در سال ۱۳۹۴ مزرعه دریایی با همکاری متخصصان داخلی و نروژی در خلیج فارس تجهیزو در بهمن ماه همان سال توسط وزیر وقت جهاد کشاورزی طی مراسمی افتتاح شد این مزرعه دریایی به فاصله ۱۴ کیلومتری از جزیره کیش و ۴ کیلومتری از سواحل استان هرمزگان در پهنه‌ای بالغ بر ۶۰ هکتار قرار دارد و در حال حاضر بزرگ‌ترین مزرعه دریایی خاورمیانهبه‌شمار می‌رود. این مزرعه مجهز به بارج غذادهی تمام اتوماتیک با ظرفیت انباری ۳۳۰ تن غذا، شناورهای پشتیبانی و اسکله اختصاصی به منظور سهولت حمل و نقل دریایی می‌باشد. این تجهیزات بر اساس استاندارد NS9415کشور نروژ قابلیت تولید ۳۰۰۰ تنمحصول نهایی را دارد. امروزه، ماهی باراماندی (سی‌بس آسیایی) در این مزرعه تولید و به بازار عرضه می‌شود

## مسائل زیست‌محیطی

### مالاشیت گرین
در برخی مزارع پروش ماهی قزل‌آلای ایران از سم مالاشیت گرین استفاده می‌شود که به دلیل سرطان‌زا بودن از دو دهه پیش، کاربرد آن در بسیاری از کشورها ممنوع است. در حالی که چند پژوهشگر ایرانی بیش از یک دهه پیش گزارش‌هایی مبنی بر استفاده از این سم در مزارع پروش ماهی ایران منتشر کردند.